# Kleine chachalaca
De kleine chachalaca (Ortalis motmot) is een vogel uit de familie sjakohoenders en hokko's (Cracidae). De wetenschappelijke naam van de soort gepubliceerd in 1766 door Linnaeus.

## Leefwijze
De soort leeft hoofdzakelijk in bomen en eet bessen en andere vruchten. De vogel is erg luidruchtig.

## Voorkomen
De soort komt voor in het noorden van het Amazoneregenwoud.

## Beschermingsstatus
Op de Rode Lijst van de IUCN heeft de soort de status veilig.